# Pierre Prévost (malarz)

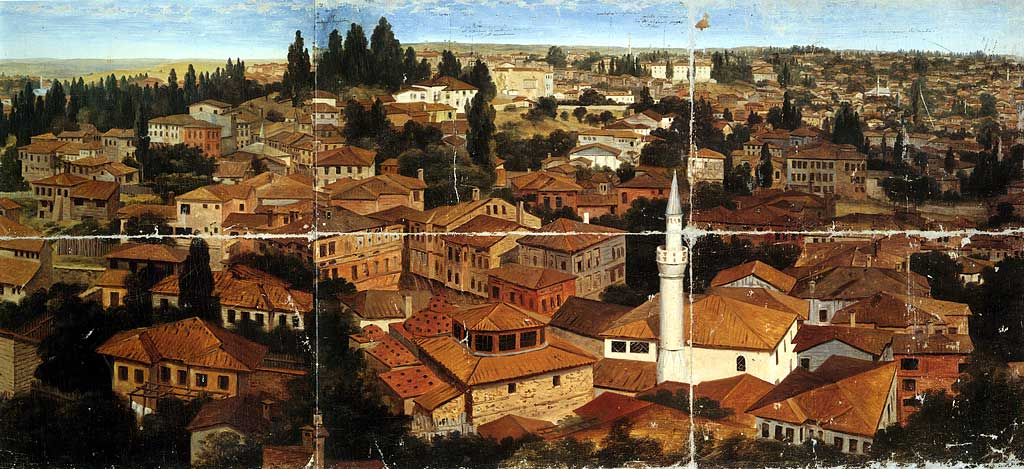
Panorama Konstantynopola, fragment szkicu olejnego, 1818

Pierre Prévost (ur. 7 grudnia 1764 w Montigny-le-Gannelon, zm. 30 sierpnia 1823 w Paryżu) – francuski malarz specjalizujący się w tworzeniu panoram.

## Życiorys
Urodził się w Montigny-le-Gannelon w departamencie Eure-et-Loir. Był uczniem pejzażysty Valenciennesa. Do historii malarstwa francuskiego przeszedł jako twórca panoram miast m.in. Paryża, Aten, Lyonu, Jerozolimy, Konstantynopolu, Neapolu, Londynu oraz bitwy po Wagram. Zmarł w Paryżu i spoczywa na cmentarzu Père-Lachaise.